# Ortrun Wenkel
Ortrun Wenkel (Buttstädt, 25 ottobre 1942) è un contralto tedesca.
È principalmente nota per il ruolo di Erda nella produzione del Festival di Bayreuth del 1976 del Jahrhundertring (Anello del Centenario), produzione del ciclo de L'anello del Nibelungo di Richard Wagner, realizzata in occasione del centenario del festival.
Ha ricevuto un Grammy Award per la migliore registrazione operistica nel 1983
Inizia gli studi nella Repubblica Democratica Tedesca, alla scuola Franz Liszt Weimar. In seguito all'emigrazione nella Germania Ovest prosegue gli sudi a Francoforte con Paul Lohmann e Elsa Cavelti. Inizia la carriera nel 1964 come solista in concerti e oratori con un repertorio di musica barocca e partecipa a importanti festival internazionali quali l'English Bach Festival .
Ciononostante, decide di dedicarsi alla carriera operistica e nel 1971 debutta nel teatro di Heidelberg nell'Orfeo ed Euridice di Gluck. Nel 1975 entra a far parte della Bayerische Staatsoper e viene immediatamente ingaggiata da Wolfgang Wagner per la produzione celebrativa del Jahrhundertring per il centesimo anniversario del Bayreuth Festival. Le opere sono condotte da
Pierre Boulez con la regia di Patrice Chéreau, e vengono successivamente registrate e filmate, 1979 e 1980. La performance nel ruolo di Erda le vale un Grammy Award nel 1983.